# Evarcha
Evarcha là một chi nhện trong họ Nhện nhảy (Salticidae). Loài đặc trưng là Araneus falcatus Clerk, 1757.

## Các loài
Chi này bao gồm một số loài như sau:
- Evarcha acuta Wesolowska, 2006
- Evarcha albaria (L. Koch, 1878)
- Evarcha amabilis (C. L. Koch, 1846)
- Evarcha annae (Peckham & Peckham, 1903)
- Evarcha aposto Wesolowska & Tomasiewicz, 2008
- Evarcha arabica Wesolowska & van Harten, 2007
- Evarcha arcuata (Clerck, 1757)
- Evarcha armeniaca Logunov, 1999
- Evarcha awashi Wesolowska & Tomasiewicz, 2008
- Evarcha bakorensis Rollard & Wesolowska, 2002
- Evarcha bicoronata (Simon, 1901)
- Evarcha bicuspidata Peng & Li, 2003
- Evarcha bihastata Wesolowska & Russell-Smith, 2000
- Evarcha brinki Haddad & Wesolowska, 2011
- Evarcha bulbosa Żabka, 1985
- Evarcha cancellata (Simon, 1902)
- Evarcha certa Rollard & Wesolowska, 2002
- Evarcha chappuisi Lessert, 1925
- Evarcha chubbi Lessert, 1925
- Evarcha coreana Seo, 1988
- Evarcha crinita Logunov & Zamanpoore, 2005
- Evarcha culicivora Wesolowska & Jackson, 2003
- Evarcha darinurica Logunov, 2001
- Evarcha digitata Peng & Li, 2002
- Evarcha dubia (Kulczyński, 1901)
- Evarcha elegans Wesolowska & Russell-Smith, 2000
- Evarcha eriki Wunderlich, 1987
- Evarcha falcata (Clerck, 1757)
  - Evarcha falcata nigrofusca (Strand, 1900)
  - Evarcha falcata xinglongensis Yang & Tang, 1996
- Evarcha fasciata Seo, 1992
- Evarcha flagellaris Haddad & Wesolowska, 2011
- Evarcha flavocincta (C. L. Koch, 1846)
- Evarcha gausapata (Thorell, 1890)
- Evarcha grandis Wesolowska & A. Russell-Smith, 2011
- Evarcha hirticeps (Song & Chai, 1992)
- Evarcha hoyi (Peckham & Peckham, 1883)
- Evarcha hunanensis Peng, Xie & Kim, 1993
- Evarcha hyllinella Strand, 1913
- Evarcha idanrensis Wesolowska & A. Russell-Smith, 2011
- Evarcha ignea Wesolowska & Cumming, 2008
- Evarcha improcera Wesolowska & van Harten, 2007
- Evarcha infrastriata (Keyserling, 1881)
- Evarcha jucunda (Lucas, 1846)
- Evarcha karas Wesolowska, 2011
- Evarcha kirghisica Rakov, 1997
- Evarcha kochi Simon, 1902
- Evarcha laetabunda (C. L. Koch, 1846)
- Evarcha maculata Rollard & Wesolowska, 2002
- Evarcha madagascariensis Prószyński, 1992
- Evarcha michailovi Logunov, 1992
- Evarcha mirabilis Wesolowska & Haddad, 2009
- Evarcha mongolica Danilov & Logunov, 1994
- Evarcha mustela (Simon, 1902)
- Evarcha natalica Simon, 1902
- Evarcha negevensis Prószyński, 2000
- Evarcha nenilini Rakov, 1997
- Evarcha nepos (O. P.-Cambridge, 1872)
- Evarcha nigricans (Dalmas, 1920)
- Evarcha nigrifrons (C. L. Koch, 1846)
- Evarcha obscura Caporiacco, 1947
- Evarcha optabilis (Fox, 1937)
- Evarcha orientalis (Song & Chai, 1992)
- Evarcha paralbaria Song & Chai, 1992
- Evarcha patagiata (O. P.-Cambridge, 1872)
- Evarcha petrae Prószyński, 1992
- Evarcha picta Wesolowska & van Harten, 2007
- Evarcha pileckii Prószyński, 2000
- Evarcha pinguis Wesolowska & Tomasiewicz, 2008
- Evarcha pococki Żabka, 1985
- Evarcha praeclara Prószyński & Wesolowska, 2003
- Evarcha prosimilis Wesolowska & Cumming, 2008
- Evarcha proszynskii Marusik & Logunov, 1998
- Evarcha pseudopococki Peng, Xie & Kim, 1993
- Evarcha pulchella (Thorell, 1895)
- Evarcha reiskindi Berry, Beatty & Prószyński, 1996
- Evarcha rotundibulbis Wesolowska & Tomasiewicz, 2008
- Evarcha russellsmithi Wesolowska & Tomasiewicz, 2008
- Evarcha seyun Wesolowska & van Harten, 2007
- Evarcha sichuanensis Peng, Xie & Kim, 1993
- Evarcha similis Caporiacco, 1941
- Evarcha squamulata (Simon, 1902)
- Evarcha striolata Wesolowska & Haddad, 2009
- Evarcha syriaca Kulczyński, 1911
- Evarcha vitosa Próchniewicz, 1989
- Evarcha vittula Haddad & Wesolowska, 2011
- Evarcha wenxianensis Tang & Yang, 1995
- Evarcha wulingensis Peng, Xie & Kim, 1993
- Evarcha zimbabwensis Wesolowska & Cumming, 2008